# Sechséchet III
Pour les articles homonymes, voir Sechséchet.
Sechséchet III est une des filles du pharaon Téti. Comme sa sœur homonyme elle porte le nom de sa grand-mère.

## Généalogie
Sechséchet III épouse Néfersechemptah, prêtre du culte de Téti, avec lequel elle aura un fils qui porte le nom de Néfersechemptah-Shechi

## Sépulture
Sa tombe est située dans le mastaba de son époux Néfersechemptah sur le site de Saqqarah non loin de la pyramide de son père.